# Tripolitania

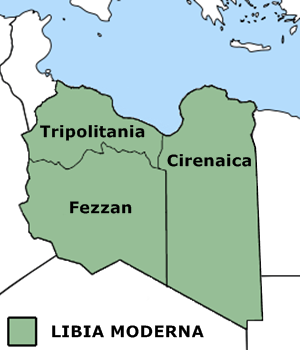
Le tre regioni dell'attuale Libia (in verde): Tripolitania, Fezzan, Cirenaica.

La Tripolitania o Tripolitana (in arabo طرابلس‎? Ṭarābulus, berbero: Ṭrables) è una regione storica e geografica della Libia occidentale.

## Geografia
In senso stretto corrisponde all'area concentrata attorno alla città costiera di Tripoli. Estensivamente per Tripolitania si intende un'area di circa 350.000 km² che occupa la fascia costiera occidentale del territorio libico. È delimitata a nord dal Mediterraneo, a nord-ovest dalla Tunisia, a sud-ovest dall'Algeria, a sud dalla regione del Fezzan, e ad est dalla Cirenaica.

## Etimologia
La parola Tripolitania deriva dal greco Τρίπολις cioè tre città: si trattava delle tre principali città di origine punica della costa occidentale della Libia, ovvero Oea, Sabratha, e Leptis Magna, le ultime due delle quali furono abbandonate in occasione del declino e della caduta dell'Impero romano d'Occidente, ciò che consentì alla prima di mutare il proprio nome in Tripoli.

## Storia

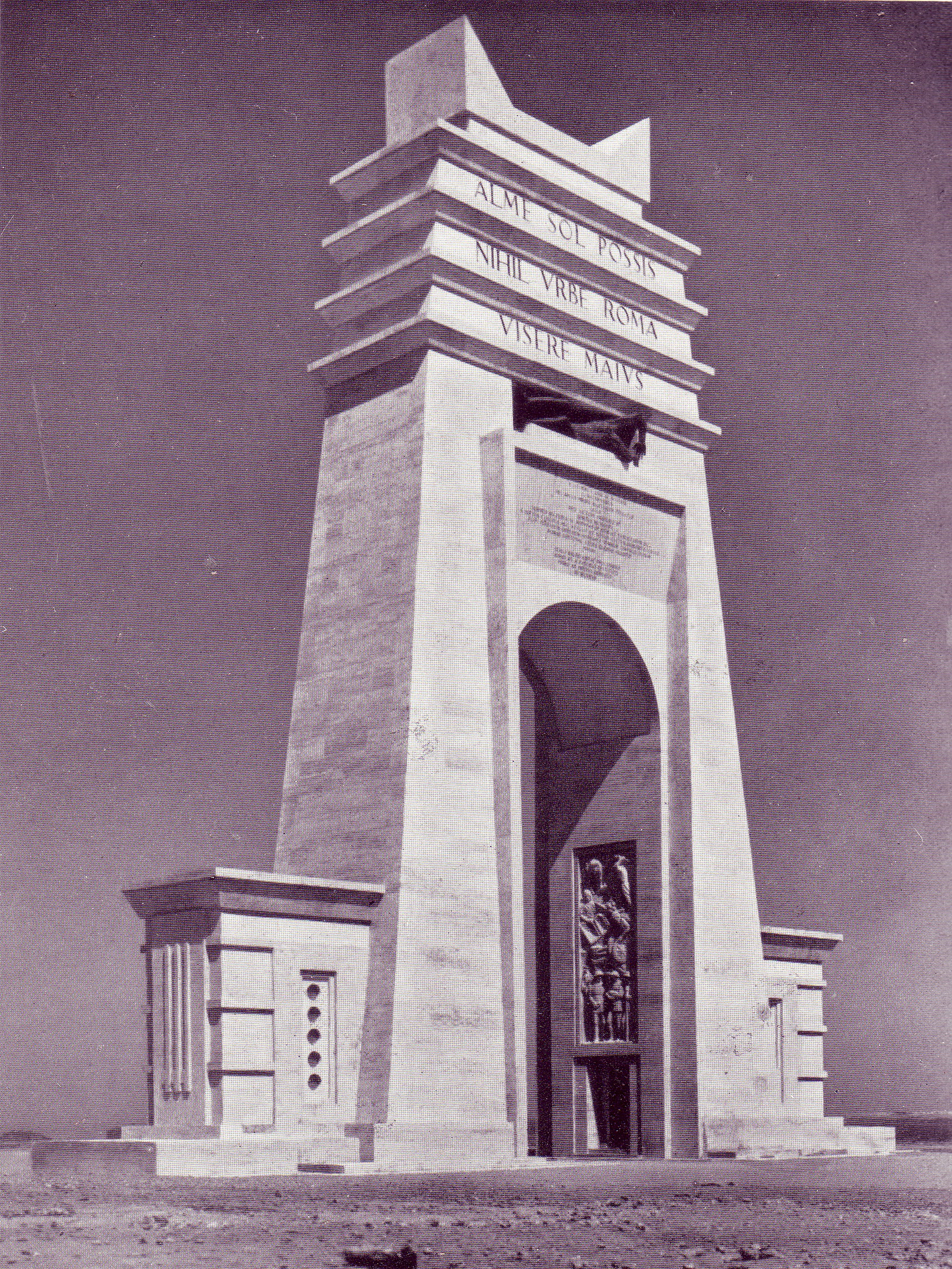
L'Arco dei Fileni al confine fra Tripolitania e Cirenaica fu progettato dall'arch. Florestano Di Fausto ed eretto per volontà di Italo Balbo.

In origine la regione era abitata dai Berberi tanto che tuttora la lingua berbera è parlata sia sulla costa, a Zuara, sia nel Gebel Nefusa. Nel VII secolo a.C. i Fenici si stabilirono lungo la costa in colonie che più tardi passarono sotto il controllo dei cartaginesi prima e della Numidia poi (146 a.C.). Un secolo più tardi i Romani fecero della Tripolitania un'area molto prospera, che fu quindi incorporata nella provincia d'Africa e nella Regio Syrtica: una delle conseguenze principali di tale riorganizzazione fu l'abolizione del privilegio di coniazione autonoma, fino ad allora riconosciuto nella regione.
Dopo l'occupazione dei Vandali, giunti nel 435 circa, la regione fu incorporata nell'impero bizantino nel VI secolo. La conquista araba ebbe luogo nel secolo successivo. Fu poi la volta dei Turchi ottomani, che mantennero il controllo dell'area (dove fondarono il "vilayet di Tripoli") dal 1553 al 1911, anno dell'occupazione italiana della Libia in seguito alla Guerra italo-turca. Inizialmente, le autorità italiane promisero una certa autonomia alla regione, che, tuttavia, fu dapprima amministrata quale colonia a sé stante (dal 26 giugno 1927 al 3 dicembre 1934) e, poi, unita alla colonia della "Libia".